# The Professor's Daughter
The Professor's Daughter è un cortometraggio muto del 1913 diretto da Mack Sennett.

## Produzione
Prodotto dalla Keystone con il titolo di lavorazione The Professor.

## Distribuzione
Il film - un cortometraggio di 147,85 metri - uscì nelle sale statunitensi il 24 febbraio 1913, distribuito dalla Mutual Film. Nelle proiezioni, veniva programmato con il sistema dello split reel, accorpato in un'unica bobina con un altro cortometraggio prodotto dalla Keystone Film Company, la commedia  A Tangled Affair.